# Mario Vega Solórzano
Mario Vega Solórzano (Palmares; 3 de noviembre de 1943) es un exfutbolista costarricense que jugó como centrocampista.

## Trayectoria
Es apodado "chalazo" y jugó toda su carrera de doce años con Alajuelense, donde ganó tres veces la Primera División, la Copa Campeón de Campeones y un Torneo de Copa.

## Selección nacional
Hizo su primera aparición con Costa Rica el 29 de octubre de 1967, siendo una derrota de 3-1 contra El Salvador, por Costa Rica anotó Floyd Daniels y por El Salvador marcó dos goles Mario Flores y uno Ricardo Díaz. Jugó nueve veces con su selección y su último partido fue contra El Salvador en la victoria de 2-0 el 26 de febrero de 1970.

### Participaciones en Campeonatos Concacaf
| Copa                                          | Sede       | Resultado | Part. | Goles |
| --------------------------------------------- | ---------- | --------- | ----- | ----- |
| Campeonato de Naciones de la Concacaf de 1969 | Costa Rica | Campeón   | 1     | 0     |

## Palmarés

### Títulos nacionales
| Título               | Equipo      | País       | Año  |
| -------------------- | ----------- | ---------- | ---- |
| Primera División     | Alajuelense | Costa Rica | 1966 |
| Campeón de Campeones | Alajuelense | Costa Rica | 1967 |
| Primera División     | Alajuelense | Costa Rica | 1970 |
| Primera División     | Alajuelense | Costa Rica | 1971 |
| Torneo de Copa       | Alajuelense | Costa Rica | 1974 |

### Títulos internacionales
| Título                                | Equipo     | Sede     | Año  |
| ------------------------------------- | ---------- | -------- | ---- |
| Campeonato de Naciones de la Concacaf | Costa Rica | San José | 1969 |